# USS Decatur (DDG-73)
Pour les articles homonymes, voir Decatur.
Pour les autres navires du même nom, voir USS Decatur.
Le USS Decatur (DDG-73) est un destroyer américain de la classe Arleigh Burke, mis en service le 29 août 1998 et actuellement en service dans la United States Navy. Il est nommé d'après Stephen Decatur (1779-1820), un officier de la Continental Navy. Il est construit au chantier naval Bath Iron Works dans le Maine. Son port d'attache est la base navale de San Diego.

## Histoire du service
Il appartient au Carrier Strike Group 3, relevant de la Flotte du Pacifique des États-Unis (United States Pacific Fleet). En 2018, dans le cadre du conflit en mer de Chine méridionale, le destroyer est approché « dangereusement » par un homologue chinois.